# Tongqianshan Shuiku
Tongqianshan Shuiku är en reservoar i Kina. Den ligger i provinsen Hubei, i den centrala delen av landet, omkring 190 kilometer väster om provinshuvudstaden Wuhan. Trakten runt Tongqianshan Shuiku består till största delen av jordbruksmark.
Genomsnittlig årsnederbörd är 1 149 millimeter. Den regnigaste månaden är augusti, med i genomsnitt 194 mm nederbörd, och den torraste är december, med 19 mm nederbörd.